# Jonathan Coachman
Jonathan William Coachman (né le 12 août 1972) aussi connu sous le nom de Coach est un ancien catcheur américain de la World Wrestling Entertainment et est un des actuels Analyste lors des Pre Show des PPV.

## Carrière
Avant de commencer une carrière dans la lutte professionnelle, il était un excellent joueur de basket-ball. Durant ses quatre années au McPherson College, Coachman est devenu le meilleur scoreur de l'histoire de son école. Il a aussi été nommé "McPherson's Athlete of the Year" deux fois et "Conference Player of the Year" deux fois aussi.
Ses intérêts incluaient le théâtre, il s'occupait de la section des sports dans le journal de l'école, et il faisait aussi partie des animateurs de la radio local sur le football et le basket-ball.

### World Wrestling Entertainment
La première fois qu'il a fait son chemin dans la World Wrestling Federation c'était en tant que commentateur et présentateur. Sa première apparition a été durant l'édition 2000 du Royal Rumble où il interview Linda McMahon en direct du maintenant défunt WWF New York entertainment complex. De 2000 à 2003, il est devenu un des meilleurs intervieweurs[réf. nécessaire] et il a même participé à quelques Pay-Per-Views. The Rock essaya de l'humilier plusieurs fois, en chantant, dansant ou en souriant à la caméra. Il l'accusait aussi d'avoir des "activités" avec des animaux.

#### Manager général de RAW
Il devient ensuite l'assistant de Mr. McMahon pendant qu'il était le GM de RAW. Il lui succède comme GM et président de la WWE par intérim lorsque Mr. McMahon "explose" dans sa limousine. Il perd son poste de GM de RAW quand Mr. McMahon revient et se fait remplacer par William Regal mais reste l'assistant du président (Mr. McMahon) et du GM (William Regal). 
À la suite de l'annonce du fils illégitime de Mr. McMahon, il l'aide pour trouver son "Bastard Son". Après qu'il a découvert que c'est Hornswoggle qui est le fils illégitime, Mr. McMahon tente de le faire adopter mais sans succès. Il l'accepte deux semaines plus tard et confie la garde à William Regal qui renvoie la garde à Jonathan Coachman. Il reprend le poste de GM par intérim car William Regal s'est fait blesser par John Cena et continue de chercher l'introuvable Hornswoggle. Quand Regal revient, il rend le poste de GM.
Il demande à Carlito de l'aider à chercher Hornswoggle. Celui-ci n'est pas trop d'accord. C'est alors que Hornswoggle apparaît et vole la pomme de Coach pour repartir. Carlito lui dit qu'il n'a pas besoin de le chercher puisqu'il est ici. S'engage alors une course poursuite digne des dessins animés. D'abord la cafétéria (en s'excusant des dégâts qu'Hornswoggle a fait) puis le couloir (en passant devant Ron Simmons qui pousse un DAMN distinct) en passant par le vestiaire des Divas (qui s'excuse encore) pour arriver enfin sur le ring. Hornswoggle se cache en dessous et Coach sort des explosifs qui relie jusqu'en dessous du ring. Il tente 2 fois de le faire sauter mais n'y arrive pas. il descend en dessous et Hornswoggle sort et remarque les explosifs. Il réussit à faire exploser Coach au grand plaisir des fans. Celui-ci réapparaît sous la fumée.
La semaine suivante, il demande à William Regal un match contre Hornswoggle. Celui-ci hésite mais accepte. Jonathan Coachman lui dit alors que ce ne sera pas contre lui mais contre Umaga. Hornswoggle fuit avant même le début du match mais arrive Triple H pour attaquer Umaga. Coach affronte la semaine suivante Hornswoggle avec pour arbitre spécial Mick Foley (qui n'aura pas eu l'occasion d'arbitrer le match entre Batista et The Undertaker au profit de Stone Cold Steve Austin). Coach arrive avec une chaise et veut attaquer Hornswoggle quand Mick Foley lui prend la chaise et l'attaque. Il prépare son Mr. Socko mais jette sa chaussette et en donne une autre à Hornswoggle. Il l'attaque au plus mauvais endroit, il monte sur la troisième corde et exécute son Mini Splash pour le tombé.

#### Smackdown et départ (2008)
De janvier à avril 2008, Coachman est l'un des commentateurs de WWE SmackDown aux côtés de Michael Cole, remplaçant ainsi JBL. Il a été remplacé par Mick Foley depuis Backlash 2008.
il n'a depuis plus réapparu.

### Thèmes Musicaux
- What You Gonna Do par Victor Reid (Septembre 2003 - Avril 2006)
- Hard Hittin' par Homebwoi (Juin 2006 - présent)

### Accomplissement et récompenses
- Pire énonciateur de la télévision (2003)
- Pire énonciateur de la télévision (2005)

## Emplois
- Journaliste sportif pour KMBC-TV Channel 9 news à Kansas City.
- WWE interviewer.
- WWE Commentateur.
- WWE Manager (Garrison Cade et Al Snow)
- CSTV Commentateur pour le college football, basket-ball, softball, et lutte.
- Assistant de Mr. McMahon.
- Assistant exécutif du manager général William Regal.